# OKK Beograd
O Omladinski Košarkaški Klub Beograd (sérvio:ОКК Београд) é o departamento de basquetebol do clube multi-esportivo Omladinski Fudbalski Klub Beograd. O clube disputa a Liga Sérvia.

## História
O clube foi fundado em 1945 com o nome de KK Metalac. Em 1950 o clube adotou a denominação de KK BSK e só então em 1958 tornou-se o atual OKK Beograd, nome o qual é conhecido nos dias de hoje.
Os melhores resultados do OKK Beograd foram conquistados no que é chamado de "Era de Ouro" entre os anos de 1957 e 1965. . Os jogadores chave desta geração foram Radivoj Korać, Slobodan Gordić, Bogomir Rajković, Trajko Rajković, Miodrag Nikolić e Milorad Erkić que mais tarde foi o treinador da seleção feminina e durante muito tempo foi coordenador das categorias de base do OKK.
Muitos integrantes do OKK Beograd foi inseridos no FIBA Hall of Fame, incluindo o jogador Korać, treinador Nikolić e os contribuintes Šaper e Stanković.

## Prêmios

### Competições Domésticas
Liga Iugoslava
- Campeão (4): 1958, 1960, 1963, 1964
- Finalista (1): 1962

Copa da Iugoslávia
- Campeão (3): 1960, 1962, 1992–93
- Finalista (1): 1959

### Competições Europeias
FIBA Copa dos Campeões Europeus / Euroliga
- Semi Finalistas (3): 1958–59, 1963-64, 1964-65

FIBA Korać Cup
- Finalista (1): 1972

## Jogadores Notáveis
- Milorad Erkić
- Dušan Gajin
- Slobodan Gordić
- Miodrag Ivačković
- Radivoj Korać
- Branko Kosović
- Miodrag Nikolić
- Bruno Pavelić
- Bogomir Rajković
- Trajko Rajković
- Borislav Stanković
- Ljubomir Stanković
- Vlade Đurović
- Bogdan Tanjević
- Milan Tošić
- Paul Henare
- Blaž Kotarac
- Momčilo Pazmanj
- Blažo Stojanović
- Rajko Žizić